# Тенториум
Тенториум (лат. tentorium) — внутренние скелетные образования головы насекомых и некоторых многоножек, образованные глубокими впячиваниями наружных покровов. У большинства насекомых тенториум тянется от передних тенториальных ямок, расположенных в передней части головы на границе лба и наличника, до задних тенториальных ямок, расположенных по бокам затылочного отверстия, и имеет П- или Н-образную форму. В составе тенториума принято различать передние ветви (нередко несущие дорсальные отростки), мост и задние ветви. К тенториуму крепятся мышцы, приводящие в движение антенны и части ротового аппарата.